# Episema albida
Episema albida är en fjärilsart som beskrevs av Charles Oberthür 1890. Episema albida ingår i släktet Episema och familjen nattflyn. Inga underarter finns listade i Catalogue of Life.